# Ковдозеро (село)
Ковдозеро (фін. Koutajärvenpää; рос. Ковдозеро) — село у Кандалакському районі Мурманської області Російської Федерації.
Населення становить 121 особу. Належить до муніципального утворення Зареченське сільське поселення.
Історично та етнографічно - територія карельсько-саамського порубіжжя. Колонізовано московською владою в часи СССР. 

## Населення
| 2002 | 2010 |
| ---- | ---- |
| 204  | ↘121 |